# سباق الطريق في بطولة العالم لسباق الدراجات على الطريق 2020
سباق الطريق في بطولة العالم لسباق الدراجات على الطريق 2020 (بالإيطالية: Campionati del mondo di ciclismo su strada 2020 - Gara in linea maschile Elite)‏ هو سباق دراجات هوائية، وهو الموسم رقم 87 من السباق، وأقيم في 27 سبتمبر 2020، وامتدّ لمسافة 258.2 كيلومتر، وهو أحد سباقات بطولة العالم لسباق الدراجات على الطريق 2020، وقد شارك في السباق  174 متسابقاً ووصل إلى نهايته  88 متسابقاً.
فاز فيه بالمركز الأول  جوليان ألافيليب، وبالمركز الثاني  فاوت فان آرت، وبالمركز الثالث  مارك هيرشي.

## الفرق
| فرق وطنية (43)- فريق الدنمارك لركوب الدراجات للرجال 2020 ‏ - فريق سلوفينيا لركوب الدراجات للرجال 2020‏ - فريق إيطاليا لركوب الدراجات للرجال 2020 ‏ - فريق بلجيكا لركوب الدراجات للرجال 2020 ‏ - فريق فرنسا لركوب الدراجات للرجال 2020 ‏ - فريق هولندا لركوب الدراجات للرجال 2020 ‏ - فريق كولومبيا لركوب الدراجات للرجال 2020‏ - فريق ألمانيا لركوب الدراجات للرجال 2020‏ - فريق إسبانيا لركوب الدراجات للرجال 2020 ‏ - فريق أستراليا لركوب الدراجات للرجال 2020‏ - فريق المملكة المتحدة لركوب الدراجات للرجال 2020 ‏ - فريق النرويج لركوب الدراجات للرجال 2020 ‏ - فريق روسيا لركوب الدراجات 2020 ‏ - فريق بولندا لركوب الدراجات 2020 ‏ - فريق نيوزيلندا لركوب الدراجات 2020‏ - فريق جمهورية أيرلندا لركوب الدراجات للرجال 2020‏ - فريق سويسرا لركوب الدراجات 2020 ‏ - منتخب الإكوادور لركوب الدراجات للرجال 2020‏ - فريق البرتغال لركوب الدراجات للرجال 2020 ‏ - فريق سلوفاكيا لركوب الدراجات 2020‏ - فريق الولايات المتحدة لسباق الدراجات الهوائية للرجال 2020 ‏ - فريق النمسا لركوب الدراجات للرجال 2020‏ - فريق التشيك لركوب الدراجات للرجال 2020‏ - فريق كازاخستان لركوب الدراجات للرجال 2020 ‏ - فريق جنوب أفريقيا لركوب الدراجات للرجال 2020‏ - فريق إستونيا لركوب الدراجات للرجال 2020‏ - فريق لوكسمبورغ لركوب الدراجات 2020‏ - فريق أوكرانيا لسباق الدراجات على الطريق للرجال 2020‏ - 2020 فريق إرتريا لركوب الدراجات ‏ - فريق كندا لركوب الدراجات للرجال 2020‏ - منتخب لاتفيا لركوب الدراجات للرجال 2020‏ - فريق روسيا البيضاء لركوب الدراجات للرجال 2020‏ - فريق المجر لركوب الدراجات للرجال 2020‏ - فريق ليتوانيا لركوب الدراجات للرجال 2020‏ - منتخب أذربيجان الوطني لسباق الدراجات على الطريق للرجال 2020‏ - فريق السويد لركوب الدراجات للرجال 2020‏ - فريق اليونان لركوب الدراجات للرجال 2020‏ - فريق اليابان لركوب الدراجات للرجال 2020‏ - فريق رومانيا لركوب الدراجات للرجال 2020‏ - فريق كوستاريكا لركوب الدراجات للرجال 2020‏ - فريق المكسيك لركوب الدراجات للرجال 2020‏ - فريق رواندا لركوب الدراجات للرجال 2020‏ - فريق المغرب لركوب الدراجات 2020 ‏ |  |
| |  |

## المشاركون
| فريق الدنمارك لركوب الدراجات للرجال ‏ DEN | فريق الدنمارك لركوب الدراجات للرجال ‏ DEN | فريق الدنمارك لركوب الدراجات للرجال ‏ DEN |
| ---------------------------------------- | ---------------------------------------- | ---------------------------------------- |
| م                                        | عداء                                     | مرتبة                                    |
| 1                                        | جاكوب فوجلسانج                           | 5                                        |
| 2                                        | Niklas Eg ‏                               | لم يكمل السباق                           |
| 3                                        | يوناس غريغارد                            | 60                                       |
| 4                                        | يسبر هانسن                               | لم يكمل السباق                           |
| 5                                        | ميكيل فروليش أونوريه                     | لم يكمل السباق                           |
| 6                                        | مايكل فالغرين                            | 11                                       |
| 7                                        | كريستوفر جول جينسين                      | 77                                       |
| 8                                        | كاسبر بيدرسين                            | 65                                       |

| فريق سلوفينيا لركوب الدراجات للرجال‏ SLO | فريق سلوفينيا لركوب الدراجات للرجال‏ SLO | فريق سلوفينيا لركوب الدراجات للرجال‏ SLO |
| --------------------------------------- | --------------------------------------- | --------------------------------------- |
| م                                       | عداء                                    | مرتبة                                   |
| 9                                       | يانيز برايكوفيتش                        | لم يكمل السباق                          |
| 10                                      | لوكا ميزجيك                             | لم يكمل السباق                          |
| 11                                      | دومين نوفاك                             | لم يكمل السباق                          |
| 12                                      | لوكا بيبرنيك                            | لم يكمل السباق                          |
| 13                                      | تادي بوجار                              | 33                                      |
| 14                                      | جان بولانك                              | 27                                      |
| 15                                      | بريمو روغيليتش                          | 6                                       |
| 16                                      | جان تراتنيك                             | لم يكمل السباق                          |

| فريق إيطاليا لركوب الدراجات للرجال‏ ITA | فريق إيطاليا لركوب الدراجات للرجال‏ ITA | فريق إيطاليا لركوب الدراجات للرجال‏ ITA |
| -------------------------------------- | -------------------------------------- | -------------------------------------- |
| م                                      | عداء                                   | مرتبة                                  |
| 17                                     | Andrea Bagioli ‏                        | 57                                     |
| 18                                     | ألبرتو بيتول                           | 18                                     |
| 19                                     | جيانلوكا برامبيلا                      | لم يكمل السباق                         |
| 20                                     | داميانو كاروسو                         | 10                                     |
| 21                                     | فوستو ماسنادا                          | 23                                     |
| 22                                     | فينتشينزو نيبالي                       | 15                                     |
| 23                                     | دييغو يليسي                            | 47                                     |
| 24                                     | جيوفاني فيسكونتي                       | 43                                     |

| فريق بلجيكا لركوب الدراجات للرجال ‏ BEL | فريق بلجيكا لركوب الدراجات للرجال ‏ BEL | فريق بلجيكا لركوب الدراجات للرجال ‏ BEL |
| -------------------------------------- | -------------------------------------- | -------------------------------------- |
| م                                      | عداء                                   | مرتبة                                  |
| 25                                     | تيسج بنوت                              | 30                                     |
| 26                                     | أوليفر ناسن                            | لم يكمل السباق                         |
| 27                                     | بيتر سيري                              | لم يكمل السباق                         |
| 28                                     | جاسبر ستوفين                           | لم يكمل السباق                         |
| 29                                     | فاوت فان آرت                           | 2                                      |
| 30                                     | جريج فان أفرمت                         | 21                                     |
| 31                                     | لويك فليجن                             | 40                                     |
| 32                                     | تيم فيلانز                             | 39                                     |

| فريق فرنسا لركوب الدراجات للرجال ‏ FRA | فريق فرنسا لركوب الدراجات للرجال ‏ FRA | فريق فرنسا لركوب الدراجات للرجال ‏ FRA |
| ------------------------------------- | ------------------------------------- | ------------------------------------- |
| م                                     | عداء                                  | مرتبة                                 |
| 33                                    | جوليان ألافيليب                       | 1                                     |
| 34                                    | جوليان برنارد                         | لم يكمل السباق                        |
| 35                                    | كيني إليسوند                          | 37                                    |
| 36                                    | فالنتين مادواس                        | 34                                    |
| 37                                    | ويليام مارتن                          | 13                                    |
| 38                                    | رودي مولار                            | 19                                    |
| 39                                    | كوينتين باشر                          | لم يكمل السباق                        |
| 40                                    | Nans Peters ‏                          | لم يكمل السباق                        |

| فريق هولندا لركوب الدراجات للرجال ‏ NED | فريق هولندا لركوب الدراجات للرجال ‏ NED | فريق هولندا لركوب الدراجات للرجال ‏ NED |
| -------------------------------------- | -------------------------------------- | -------------------------------------- |
| م                                      | عداء                                   | مرتبة                                  |
| 41                                     | توم دومولين                            | 14                                     |
| 42                                     | Pascal Eenkhoorn ‏                      | لم يكمل السباق                         |
| 43                                     | سام أومن                               | 45                                     |
| 44                                     | Antwan Tolhoek ‏                        | لم يكمل السباق                         |
| 45                                     | Martijn Tusveld ‏                       | 68                                     |
| 46                                     | ديلان فان بارلي                        | 35                                     |
| 47                                     | نيك فان دير لييك                       | لم يكمل السباق                         |
| 48                                     | بيتر وينينج                            | 79                                     |

| فريق كولومبيا لركوب الدراجات للرجال‏ COL | فريق كولومبيا لركوب الدراجات للرجال‏ COL | فريق كولومبيا لركوب الدراجات للرجال‏ COL |
| --------------------------------------- | --------------------------------------- | --------------------------------------- |
| م                                       | عداء                                    | مرتبة                                   |
| 49                                      | استيبان تشافيس                          | 32                                      |
| 50                                      | سيرجيو هيناو                            | 50                                      |
| 51                                      | سيرجيو هيغويتا                          | 48                                      |
| 52                                      | ميغل أنغل لوبز                          | 41                                      |
| 53                                      | دانييل مارتينيز                         | 31                                      |
| 54                                      | كريستيان كاميلو مونيوث                  | لم يكمل السباق                          |
| 55                                      | Harold Tejada ‏                          | لم يكمل السباق                          |
| 56                                      | ريغوبيرتو أوران                         | 24                                      |

| فريق ألمانيا لركوب الدراجات للرجال‏ GER | فريق ألمانيا لركوب الدراجات للرجال‏ GER | فريق ألمانيا لركوب الدراجات للرجال‏ GER |
| -------------------------------------- | -------------------------------------- | -------------------------------------- |
| م                                      | عداء                                   | مرتبة                                  |
| 57                                     | نيكياس أرندت                           | لم يبدأ                                |
| 58                                     | جون ديجينكولب                          | لم يكمل السباق                         |
| 59                                     | Nico Denz ‏                             | 63                                     |
| 60                                     | سيمون جيشكي                            | 17                                     |
| 61                                     | يوناس كوخ                              | لم يكمل السباق                         |
| 62                                     | بول مارتنز                             | 66                                     |
| 63                                     | ماكسيميليان شاخمان                     | 9                                      |
| 64                                     | جورج تسيمارمان                         | 55                                     |

| فريق إسبانيا لركوب الدراجات للرجال ‏ ESP | فريق إسبانيا لركوب الدراجات للرجال ‏ ESP | فريق إسبانيا لركوب الدراجات للرجال ‏ ESP |
| --------------------------------------- | --------------------------------------- | --------------------------------------- |
| م                                       | عداء                                    | مرتبة                                   |
| 65                                      | بيلو بلباو                              | 20                                      |
| 66                                      | ديفيد دي لا كروز                        | لم يكمل السباق                          |
| 67                                      | خيسوس هييرادة                           | 28                                      |
| 68                                      | مايكل اندا                              | 16                                      |
| 69                                      | إنريك ماس                               | لم يكمل السباق                          |
| 70                                      | لويس ليون سانشيز                        | 52                                      |
| 71                                      | مارك سولير                              | لم يكمل السباق                          |
| 72                                      | أليخاندرو بالبيردي                      | 8                                       |

| فريق أستراليا لركوب الدراجات للرجال‏ AUS | فريق أستراليا لركوب الدراجات للرجال‏ AUS | فريق أستراليا لركوب الدراجات للرجال‏ AUS |
| --------------------------------------- | --------------------------------------- | --------------------------------------- |
| م                                       | عداء                                    | مرتبة                                   |
| 73                                      | سيمون كلارك                             | 44                                      |
| 74                                      | Luke Durbridge ‏                         | لم يكمل السباق                          |
| 75                                      | كريس هاميلتون                           | لم يكمل السباق                          |
| 76                                      | جاي هيندلي                              | لم يكمل السباق                          |
| 77                                      | داميان هاوسون                           | لم يكمل السباق                          |
| 78                                      | مايكل ماثيوز                            | 7                                       |
| 79                                      | ريتشي بورت                              | 25                                      |
| 80                                      | نيك شولتز                               | لم يكمل السباق                          |

| فريق المملكة المتحدة لركوب الدراجات للرجال ‏ GBR | فريق المملكة المتحدة لركوب الدراجات للرجال ‏ GBR | فريق المملكة المتحدة لركوب الدراجات للرجال ‏ GBR |
| ----------------------------------------------- | ----------------------------------------------- | ----------------------------------------------- |
| م                                               | عداء                                            | مرتبة                                           |
| 81                                              | هيو كارثي                                       | لم يكمل السباق                                  |
| 82                                              | إيثان هايتر                                     | 86                                              |
| 83                                              | جيمس نوكس                                       | لم يكمل السباق                                  |
| 84                                              | توم بيدكوك                                      | 42                                              |
| 85                                              | لوقا رو                                         | لم يكمل السباق                                  |
| 86                                              | جيمس شو                                         | 81                                              |

| فريق النرويج لركوب الدراجات للرجال ‏ NOR | فريق النرويج لركوب الدراجات للرجال ‏ NOR | فريق النرويج لركوب الدراجات للرجال ‏ NOR |
| --------------------------------------- | --------------------------------------- | --------------------------------------- |
| م                                       | عداء                                    | مرتبة                                   |
| 87                                      | أودد كريستيان إيكينغ                    | لم يكمل السباق                          |
| 88                                      | كارل فريدريك هاغن                       | 73                                      |
| 89                                      | ماركوس هويلجارد                         | 36                                      |
| 90                                      | فيجارد ستيك لاينجن                      | لم يكمل السباق                          |
| 91                                      | Andreas Leknessund ‏                     | 56                                      |
| 92                                      | Torstein Træen ‏                         | 84                                      |

| فريق روسيا لركوب الدراجات ‏ RUS | فريق روسيا لركوب الدراجات ‏ RUS | فريق روسيا لركوب الدراجات ‏ RUS |
| ------------------------------ | ------------------------------ | ------------------------------ |
| م                              | عداء                           | مرتبة                          |
| 93                             | سيرجي تشيرنيتسكي               | 75                             |
| 94                             | فياتشيسلاف كوزنيتسوف           | لم يكمل السباق                 |
| 95                             | كونستانتين نكراسوف‏             | لم يكمل السباق                 |
| 96                             | Petr Rikunov ‏                  | لم يكمل السباق                 |
| 97                             | Ivan Rovny ‏                    | 82                             |
| 98                             | ديمتري ستراخوف                 | 62                             |

| فريق بولندا لركوب الدراجات ‏ POL | فريق بولندا لركوب الدراجات ‏ POL | فريق بولندا لركوب الدراجات ‏ POL |
| ------------------------------- | ------------------------------- | ------------------------------- |
| م                               | عداء                            | مرتبة                           |
| 99                              | Stanisław Aniołkowski ‏          | لم يكمل السباق                  |
| 100                             | ميخال غولاش                     | 83                              |
| 101                             | ميكال كوياتكووسكي               | 4                               |
| 102                             | Kamil Małecki ‏                  | لم يكمل السباق                  |
| 103                             | Łukasz Owsian ‏                  | 70                              |
| 104                             | ماسيج باتيرسكي                  | 72                              |

| فريق نيوزيلندا لركوب الدراجات‏ NZL | فريق نيوزيلندا لركوب الدراجات‏ NZL | فريق نيوزيلندا لركوب الدراجات‏ NZL |
| --------------------------------- | --------------------------------- | --------------------------------- |
| م                                 | عداء                              | مرتبة                             |
| 105                               | جورج بينيت                        | لم يكمل السباق                    |
| 106                               | باتريك بيفن                       | لم يكمل السباق                    |
| 107                               | Finn Fisher-Black ‏                | لم يكمل السباق                    |
| 108                               | ديون سميث                         | لم يكمل السباق                    |

| فريق جمهورية أيرلندا لركوب الدراجات للرجال‏ IRL | فريق جمهورية أيرلندا لركوب الدراجات للرجال‏ IRL | فريق جمهورية أيرلندا لركوب الدراجات للرجال‏ IRL |
| ---------------------------------------------- | ---------------------------------------------- | ---------------------------------------------- |
| م                                              | عداء                                           | مرتبة                                          |
| 109                                            | Ben Healy (cyclist) ‏                           | لم يكمل السباق                                 |
| 110                                            | ريان مولين                                     | لم يكمل السباق                                 |
| 111                                            | نيكولاس روش                                    | 51                                             |

| فريق سويسرا لركوب الدراجات ‏ SUI | فريق سويسرا لركوب الدراجات ‏ SUI | فريق سويسرا لركوب الدراجات ‏ SUI |
| ------------------------------- | ------------------------------- | ------------------------------- |
| م                               | عداء                            | مرتبة                           |
| 112                             | مايكل ألباسيني                  | لم يكمل السباق                  |
| 113                             | سيلفان ديلير                    | لم يكمل السباق                  |
| 114                             | إنريكو جاسباروتو                | 46                              |
| 115                             | مارك هيرشي                      | 3                               |
| 116                             | Simon Pellaud ‏                  | لم يكمل السباق                  |
| 117                             | مايكل شير                       | لم يكمل السباق                  |

| منتخب الإكوادور لركوب الدراجات للرجال‏ ECU | منتخب الإكوادور لركوب الدراجات للرجال‏ ECU | منتخب الإكوادور لركوب الدراجات للرجال‏ ECU |
| ----------------------------------------- | ----------------------------------------- | ----------------------------------------- |
| م                                         | عداء                                      | مرتبة                                     |
| 118                                       | جوناثان كايسيدو                           | 80                                        |
| 119                                       | ريتشارد كاراباز                           | 22                                        |
| 120                                       | جيفرسون سيبيدا                            | لم يكمل السباق                            |

| فريق البرتغال لركوب الدراجات للرجال ‏ POR | فريق البرتغال لركوب الدراجات للرجال ‏ POR | فريق البرتغال لركوب الدراجات للرجال ‏ POR |
| ---------------------------------------- | ---------------------------------------- | ---------------------------------------- |
| م                                        | عداء                                     | مرتبة                                    |
| 121                                      | روي كوستا                                | 26                                       |
| 122                                      | روبن جيريرو                              | لم يكمل السباق                           |
| 123                                      | إيفو أوليفيرا                            | 88                                       |
| 124                                      | نيلسون أوليفيرا                          | 38                                       |

| فريق سلوفاكيا لركوب الدراجات‏ SVK | فريق سلوفاكيا لركوب الدراجات‏ SVK | فريق سلوفاكيا لركوب الدراجات‏ SVK |
| -------------------------------- | -------------------------------- | -------------------------------- |
| م                                | عداء                             | مرتبة                            |
| 125                              | Juraj Bellan ‏                    | لم يكمل السباق                   |
| 126                              | Marek Čanecký ‏                   | لم يكمل السباق                   |
| 127                              | يان أندريه كالي                  | لم يكمل السباق                   |
| 128                              | مارتن هارينغ ‏                    | لم يكمل السباق                   |
| 129                              | Patrik Tybor ‏                    | لم يكمل السباق                   |

| فريق الولايات المتحدة لسباق الدراجات الهوائية للرجال ‏ USA | فريق الولايات المتحدة لسباق الدراجات الهوائية للرجال ‏ USA | فريق الولايات المتحدة لسباق الدراجات الهوائية للرجال ‏ USA |
| --------------------------------------------------------- | --------------------------------------------------------- | --------------------------------------------------------- |
| م                                                         | عداء                                                      | مرتبة                                                     |
| 130                                                       | لوسون كرادوك                                              | لم يكمل السباق                                            |
| 131                                                       | سيب كوس                                                   | 53                                                        |
| 132                                                       | براندون ماكنولتي                                          | لم يكمل السباق                                            |
| 133                                                       | نيلسون بوولس                                              | لم يكمل السباق                                            |

| فريق النمسا لركوب الدراجات للرجال‏ AUT | فريق النمسا لركوب الدراجات للرجال‏ AUT | فريق النمسا لركوب الدراجات للرجال‏ AUT |
| ------------------------------------- | ------------------------------------- | ------------------------------------- |
| م                                     | عداء                                  | مرتبة                                 |
| 134                                   | توبياس باير                           | لم يكمل السباق                        |
| 135                                   | ماركو فريدريش ‏                        | لم يكمل السباق                        |
| 136                                   | فيليكس غال                            | لم يكمل السباق                        |
| 137                                   | Sebastian Schönberger ‏                | 54                                    |
| 138                                   | Markus Wildauer ‏                      | لم يكمل السباق                        |
| 139                                   | ريكاردو زويدل                         | لم يكمل السباق                        |

| فريق التشيك لركوب الدراجات للرجال‏ CZE | فريق التشيك لركوب الدراجات للرجال‏ CZE | فريق التشيك لركوب الدراجات للرجال‏ CZE |
| ------------------------------------- | ------------------------------------- | ------------------------------------- |
| م                                     | عداء                                  | مرتبة                                 |
| 140                                   | جوزيف سيرني                           | لم يكمل السباق                        |
| 141                                   | جان هيرت                              | 59                                    |
| 142                                   | Jakub Otruba ‏                         | 64                                    |
| 143                                   | Adam Ťoupalík ‏                        | 71                                    |

| فريق كازاخستان لركوب الدراجات للرجال ‏ KAZ | فريق كازاخستان لركوب الدراجات للرجال ‏ KAZ | فريق كازاخستان لركوب الدراجات للرجال ‏ KAZ |
| ----------------------------------------- | ----------------------------------------- | ----------------------------------------- |
| م                                         | عداء                                      | مرتبة                                     |
| 144                                       | Zhandos Bizhigitov ‏                       | لم يكمل السباق                            |
| 145                                       | Daniil Fominykh ‏                          | لم يكمل السباق                            |
| 146                                       | ديمتري غروزديف                            | لم يكمل السباق                            |
| 147                                       | أليكسي لوتزينكو                           | لم يبدأ                                   |
| 148                                       | Yuriy Natarov ‏                            | 74                                        |
| 149                                       | Vadim Pronskiy ‏                           | 49                                        |

| فريق جنوب أفريقيا لركوب الدراجات للرجال‏ RSA | فريق جنوب أفريقيا لركوب الدراجات للرجال‏ RSA | فريق جنوب أفريقيا لركوب الدراجات للرجال‏ RSA |
| ------------------------------------------- | ------------------------------------------- | ------------------------------------------- |
| م                                           | عداء                                        | مرتبة                                       |
| 150                                         | نيكولاس دلامينى                             | لم يكمل السباق                              |
| 151                                         | لويس مينتيس                                 | 78                                          |

| فريق إستونيا لركوب الدراجات للرجال‏ EST | فريق إستونيا لركوب الدراجات للرجال‏ EST | فريق إستونيا لركوب الدراجات للرجال‏ EST |
| -------------------------------------- | -------------------------------------- | -------------------------------------- |
| م                                      | عداء                                   | مرتبة                                  |
| 152                                    | تانيل كانجيرت                          | لم يكمل السباق                         |
| 153                                    | Peeter Pruus ‏                          | لم يكمل السباق                         |

| فريق لوكسمبورغ لركوب الدراجات‏ LUX | فريق لوكسمبورغ لركوب الدراجات‏ LUX | فريق لوكسمبورغ لركوب الدراجات‏ LUX |
| --------------------------------- | --------------------------------- | --------------------------------- |
| م                                 | عداء                              | مرتبة                             |
| 154                               | Ben Gastauer ‏                     | لم يكمل السباق                    |

| فريق أوكرانيا لسباق الدراجات على الطريق للرجال‏ UKR | فريق أوكرانيا لسباق الدراجات على الطريق للرجال‏ UKR | فريق أوكرانيا لسباق الدراجات على الطريق للرجال‏ UKR |
| -------------------------------------------------- | -------------------------------------------------- | -------------------------------------------------- |
| م                                                  | عداء                                               | مرتبة                                              |
| 155                                                | Anatolii Budiak ‏                                   | 87                                                 |

| فريق إرتريا لركوب الدراجات ‏ ERI | فريق إرتريا لركوب الدراجات ‏ ERI | فريق إرتريا لركوب الدراجات ‏ ERI |
| ------------------------------- | ------------------------------- | ------------------------------- |
| م                               | عداء                            | مرتبة                           |
| 156                             | ناتنايل بيرهانه                 | لم يبدأ                         |
| 157                             | Amanuel Ghebreigzabhier ‏        | 69                              |
| 158                             | مرحاوي قدس                      | 67                              |

| فريق كندا لركوب الدراجات للرجال‏ CAN | فريق كندا لركوب الدراجات للرجال‏ CAN | فريق كندا لركوب الدراجات للرجال‏ CAN |
| ----------------------------------- | ----------------------------------- | ----------------------------------- |
| م                                   | عداء                                | مرتبة                               |
| 159                                 | ويليام بويفن                        | لم يكمل السباق                      |
| 160                                 | الكسندر كاتافورد                    | لم يكمل السباق                      |
| 161                                 | هوغو هول                            | 61                                  |
| 162                                 | مايكل وودز                          | 12                                  |

| منتخب لاتفيا لركوب الدراجات للرجال‏ LAT | منتخب لاتفيا لركوب الدراجات للرجال‏ LAT | منتخب لاتفيا لركوب الدراجات للرجال‏ LAT |
| -------------------------------------- | -------------------------------------- | -------------------------------------- |
| م                                      | عداء                                   | مرتبة                                  |
| 163                                    | Viesturs Lukševics ‏                    | لم يكمل السباق                         |
| 164                                    | كريستس نيولاندز                        | 58                                     |
| 165                                    | توم سكوجين                             | 29                                     |

| فريق روسيا البيضاء لركوب الدراجات للرجال‏ BLR | فريق روسيا البيضاء لركوب الدراجات للرجال‏ BLR | فريق روسيا البيضاء لركوب الدراجات للرجال‏ BLR |
| -------------------------------------------- | -------------------------------------------- | -------------------------------------------- |
| م                                            | عداء                                         | مرتبة                                        |
| 166                                          | Aleksandr Riabushenko ‏                       | لم يكمل السباق                               |

| فريق المجر لركوب الدراجات للرجال‏ HUN | فريق المجر لركوب الدراجات للرجال‏ HUN | فريق المجر لركوب الدراجات للرجال‏ HUN |
| ------------------------------------ | ------------------------------------ | ------------------------------------ |
| م                                    | عداء                                 | مرتبة                                |
| 167                                  | أتيلا فالتر                          | 76                                   |

| فريق ليتوانيا لركوب الدراجات للرجال‏ LTU | فريق ليتوانيا لركوب الدراجات للرجال‏ LTU | فريق ليتوانيا لركوب الدراجات للرجال‏ LTU |
| --------------------------------------- | --------------------------------------- | --------------------------------------- |
| م                                       | عداء                                    | مرتبة                                   |
| 168                                     | افالداس سيسكفهيوس                       | لم يكمل السباق                          |

| منتخب أذربيجان الوطني لسباق الدراجات على الطريق للرجال‏ AZE | منتخب أذربيجان الوطني لسباق الدراجات على الطريق للرجال‏ AZE | منتخب أذربيجان الوطني لسباق الدراجات على الطريق للرجال‏ AZE |
| ---------------------------------------------------------- | ---------------------------------------------------------- | ---------------------------------------------------------- |
| م                                                          | عداء                                                       | مرتبة                                                      |
| 169                                                        | Elchin Asadov ‏                                             | لم يكمل السباق                                             |

| فريق السويد لركوب الدراجات للرجال‏ SWE | فريق السويد لركوب الدراجات للرجال‏ SWE | فريق السويد لركوب الدراجات للرجال‏ SWE |
| ------------------------------------- | ------------------------------------- | ------------------------------------- |
| م                                     | عداء                                  | مرتبة                                 |
| 170                                   | لوكاس أريكسون                         | 85                                    |

| فريق اليونان لركوب الدراجات للرجال‏ GRE | فريق اليونان لركوب الدراجات للرجال‏ GRE | فريق اليونان لركوب الدراجات للرجال‏ GRE |
| -------------------------------------- | -------------------------------------- | -------------------------------------- |
| م                                      | عداء                                   | مرتبة                                  |
| 171                                    | Polychronis Tzortzakis ‏                | لم يكمل السباق                         |

| فريق اليابان لركوب الدراجات للرجال‏ JPN | فريق اليابان لركوب الدراجات للرجال‏ JPN | فريق اليابان لركوب الدراجات للرجال‏ JPN |
| -------------------------------------- | -------------------------------------- | -------------------------------------- |
| م                                      | عداء                                   | مرتبة                                  |
| 172                                    | يوكيا أراشيرو                          | لم يكمل السباق                         |

| فريق رومانيا لركوب الدراجات للرجال‏ ROU | فريق رومانيا لركوب الدراجات للرجال‏ ROU | فريق رومانيا لركوب الدراجات للرجال‏ ROU |
| -------------------------------------- | -------------------------------------- | -------------------------------------- |
| م                                      | عداء                                   | مرتبة                                  |
| 173                                    | إدوارد مايكل جروسو                     | لم يكمل السباق                         |

| فريق كوستاريكا لركوب الدراجات للرجال‏ CRC | فريق كوستاريكا لركوب الدراجات للرجال‏ CRC | فريق كوستاريكا لركوب الدراجات للرجال‏ CRC |
| ---------------------------------------- | ---------------------------------------- | ---------------------------------------- |
| م                                        | عداء                                     | مرتبة                                    |
| 174                                      | كيفن ريفيرا                              | لم يكمل السباق                           |

| فريق المكسيك لركوب الدراجات للرجال‏ MEX | فريق المكسيك لركوب الدراجات للرجال‏ MEX | فريق المكسيك لركوب الدراجات للرجال‏ MEX |
| -------------------------------------- | -------------------------------------- | -------------------------------------- |
| م                                      | عداء                                   | مرتبة                                  |
| 175                                    | أوليسس ألفريدو كاستيلو                 | لم يكمل السباق                         |

| فريق رواندا لركوب الدراجات للرجال‏ RWA | فريق رواندا لركوب الدراجات للرجال‏ RWA | فريق رواندا لركوب الدراجات للرجال‏ RWA |
| ------------------------------------- | ------------------------------------- | ------------------------------------- |
| م                                     | عداء                                  | مرتبة                                 |
| 176                                   | Samuel Mugisha ‏                       | لم يكمل السباق                        |

| فريق المغرب لركوب الدراجات ‏ MAR | فريق المغرب لركوب الدراجات ‏ MAR | فريق المغرب لركوب الدراجات ‏ MAR |
| ------------------------------- | ------------------------------- | ------------------------------- |
| م                               | عداء                            | مرتبة                           |
| 177                             | Abderrahim Zahiri ‏              | لم يكمل السباق                  |

| فريق الدنمارك لركوب الدراجات للرجال ‏ DEN | فريق الدنمارك لركوب الدراجات للرجال ‏ DEN | فريق الدنمارك لركوب الدراجات للرجال ‏ DEN |
| ---------------------------------------- | ---------------------------------------- | ---------------------------------------- |
| م                                        | عداء                                     | مرتبة                                    |
| 1                                        | جاكوب فوجلسانج                           | 5                                        |
| 2                                        | Niklas Eg ‏                               | لم يكمل السباق                           |
| 3                                        | يوناس غريغارد                            | 60                                       |
| 4                                        | يسبر هانسن                               | لم يكمل السباق                           |
| 5                                        | ميكيل فروليش أونوريه                     | لم يكمل السباق                           |
| 6                                        | مايكل فالغرين                            | 11                                       |
| 7                                        | كريستوفر جول جينسين                      | 77                                       |
| 8                                        | كاسبر بيدرسين                            | 65                                       |

| فريق سلوفينيا لركوب الدراجات للرجال‏ SLO | فريق سلوفينيا لركوب الدراجات للرجال‏ SLO | فريق سلوفينيا لركوب الدراجات للرجال‏ SLO |
| --------------------------------------- | --------------------------------------- | --------------------------------------- |
| م                                       | عداء                                    | مرتبة                                   |
| 9                                       | يانيز برايكوفيتش                        | لم يكمل السباق                          |
| 10                                      | لوكا ميزجيك                             | لم يكمل السباق                          |
| 11                                      | دومين نوفاك                             | لم يكمل السباق                          |
| 12                                      | لوكا بيبرنيك                            | لم يكمل السباق                          |
| 13                                      | تادي بوجار                              | 33                                      |
| 14                                      | جان بولانك                              | 27                                      |
| 15                                      | بريمو روغيليتش                          | 6                                       |
| 16                                      | جان تراتنيك                             | لم يكمل السباق                          |

| فريق إيطاليا لركوب الدراجات للرجال‏ ITA | فريق إيطاليا لركوب الدراجات للرجال‏ ITA | فريق إيطاليا لركوب الدراجات للرجال‏ ITA |
| -------------------------------------- | -------------------------------------- | -------------------------------------- |
| م                                      | عداء                                   | مرتبة                                  |
| 17                                     | Andrea Bagioli ‏                        | 57                                     |
| 18                                     | ألبرتو بيتول                           | 18                                     |
| 19                                     | جيانلوكا برامبيلا                      | لم يكمل السباق                         |
| 20                                     | داميانو كاروسو                         | 10                                     |
| 21                                     | فوستو ماسنادا                          | 23                                     |
| 22                                     | فينتشينزو نيبالي                       | 15                                     |
| 23                                     | دييغو يليسي                            | 47                                     |
| 24                                     | جيوفاني فيسكونتي                       | 43                                     |

| فريق بلجيكا لركوب الدراجات للرجال ‏ BEL | فريق بلجيكا لركوب الدراجات للرجال ‏ BEL | فريق بلجيكا لركوب الدراجات للرجال ‏ BEL |
| -------------------------------------- | -------------------------------------- | -------------------------------------- |
| م                                      | عداء                                   | مرتبة                                  |
| 25                                     | تيسج بنوت                              | 30                                     |
| 26                                     | أوليفر ناسن                            | لم يكمل السباق                         |
| 27                                     | بيتر سيري                              | لم يكمل السباق                         |
| 28                                     | جاسبر ستوفين                           | لم يكمل السباق                         |
| 29                                     | فاوت فان آرت                           | 2                                      |
| 30                                     | جريج فان أفرمت                         | 21                                     |
| 31                                     | لويك فليجن                             | 40                                     |
| 32                                     | تيم فيلانز                             | 39                                     |

| فريق فرنسا لركوب الدراجات للرجال ‏ FRA | فريق فرنسا لركوب الدراجات للرجال ‏ FRA | فريق فرنسا لركوب الدراجات للرجال ‏ FRA |
| ------------------------------------- | ------------------------------------- | ------------------------------------- |
| م                                     | عداء                                  | مرتبة                                 |
| 33                                    | جوليان ألافيليب                       | 1                                     |
| 34                                    | جوليان برنارد                         | لم يكمل السباق                        |
| 35                                    | كيني إليسوند                          | 37                                    |
| 36                                    | فالنتين مادواس                        | 34                                    |
| 37                                    | ويليام مارتن                          | 13                                    |
| 38                                    | رودي مولار                            | 19                                    |
| 39                                    | كوينتين باشر                          | لم يكمل السباق                        |
| 40                                    | Nans Peters ‏                          | لم يكمل السباق                        |

| فريق هولندا لركوب الدراجات للرجال ‏ NED | فريق هولندا لركوب الدراجات للرجال ‏ NED | فريق هولندا لركوب الدراجات للرجال ‏ NED |
| -------------------------------------- | -------------------------------------- | -------------------------------------- |
| م                                      | عداء                                   | مرتبة                                  |
| 41                                     | توم دومولين                            | 14                                     |
| 42                                     | Pascal Eenkhoorn ‏                      | لم يكمل السباق                         |
| 43                                     | سام أومن                               | 45                                     |
| 44                                     | Antwan Tolhoek ‏                        | لم يكمل السباق                         |
| 45                                     | Martijn Tusveld ‏                       | 68                                     |
| 46                                     | ديلان فان بارلي                        | 35                                     |
| 47                                     | نيك فان دير لييك                       | لم يكمل السباق                         |
| 48                                     | بيتر وينينج                            | 79                                     |

| فريق كولومبيا لركوب الدراجات للرجال‏ COL | فريق كولومبيا لركوب الدراجات للرجال‏ COL | فريق كولومبيا لركوب الدراجات للرجال‏ COL |
| --------------------------------------- | --------------------------------------- | --------------------------------------- |
| م                                       | عداء                                    | مرتبة                                   |
| 49                                      | استيبان تشافيس                          | 32                                      |
| 50                                      | سيرجيو هيناو                            | 50                                      |
| 51                                      | سيرجيو هيغويتا                          | 48                                      |
| 52                                      | ميغل أنغل لوبز                          | 41                                      |
| 53                                      | دانييل مارتينيز                         | 31                                      |
| 54                                      | كريستيان كاميلو مونيوث                  | لم يكمل السباق                          |
| 55                                      | Harold Tejada ‏                          | لم يكمل السباق                          |
| 56                                      | ريغوبيرتو أوران                         | 24                                      |

| فريق ألمانيا لركوب الدراجات للرجال‏ GER | فريق ألمانيا لركوب الدراجات للرجال‏ GER | فريق ألمانيا لركوب الدراجات للرجال‏ GER |
| -------------------------------------- | -------------------------------------- | -------------------------------------- |
| م                                      | عداء                                   | مرتبة                                  |
| 57                                     | نيكياس أرندت                           | لم يبدأ                                |
| 58                                     | جون ديجينكولب                          | لم يكمل السباق                         |
| 59                                     | Nico Denz ‏                             | 63                                     |
| 60                                     | سيمون جيشكي                            | 17                                     |
| 61                                     | يوناس كوخ                              | لم يكمل السباق                         |
| 62                                     | بول مارتنز                             | 66                                     |
| 63                                     | ماكسيميليان شاخمان                     | 9                                      |
| 64                                     | جورج تسيمارمان                         | 55                                     |

| فريق إسبانيا لركوب الدراجات للرجال ‏ ESP | فريق إسبانيا لركوب الدراجات للرجال ‏ ESP | فريق إسبانيا لركوب الدراجات للرجال ‏ ESP |
| --------------------------------------- | --------------------------------------- | --------------------------------------- |
| م                                       | عداء                                    | مرتبة                                   |
| 65                                      | بيلو بلباو                              | 20                                      |
| 66                                      | ديفيد دي لا كروز                        | لم يكمل السباق                          |
| 67                                      | خيسوس هييرادة                           | 28                                      |
| 68                                      | مايكل اندا                              | 16                                      |
| 69                                      | إنريك ماس                               | لم يكمل السباق                          |
| 70                                      | لويس ليون سانشيز                        | 52                                      |
| 71                                      | مارك سولير                              | لم يكمل السباق                          |
| 72                                      | أليخاندرو بالبيردي                      | 8                                       |

| فريق أستراليا لركوب الدراجات للرجال‏ AUS | فريق أستراليا لركوب الدراجات للرجال‏ AUS | فريق أستراليا لركوب الدراجات للرجال‏ AUS |
| --------------------------------------- | --------------------------------------- | --------------------------------------- |
| م                                       | عداء                                    | مرتبة                                   |
| 73                                      | سيمون كلارك                             | 44                                      |
| 74                                      | Luke Durbridge ‏                         | لم يكمل السباق                          |
| 75                                      | كريس هاميلتون                           | لم يكمل السباق                          |
| 76                                      | جاي هيندلي                              | لم يكمل السباق                          |
| 77                                      | داميان هاوسون                           | لم يكمل السباق                          |
| 78                                      | مايكل ماثيوز                            | 7                                       |
| 79                                      | ريتشي بورت                              | 25                                      |
| 80                                      | نيك شولتز                               | لم يكمل السباق                          |

| فريق المملكة المتحدة لركوب الدراجات للرجال ‏ GBR | فريق المملكة المتحدة لركوب الدراجات للرجال ‏ GBR | فريق المملكة المتحدة لركوب الدراجات للرجال ‏ GBR |
| ----------------------------------------------- | ----------------------------------------------- | ----------------------------------------------- |
| م                                               | عداء                                            | مرتبة                                           |
| 81                                              | هيو كارثي                                       | لم يكمل السباق                                  |
| 82                                              | إيثان هايتر                                     | 86                                              |
| 83                                              | جيمس نوكس                                       | لم يكمل السباق                                  |
| 84                                              | توم بيدكوك                                      | 42                                              |
| 85                                              | لوقا رو                                         | لم يكمل السباق                                  |
| 86                                              | جيمس شو                                         | 81                                              |

| فريق النرويج لركوب الدراجات للرجال ‏ NOR | فريق النرويج لركوب الدراجات للرجال ‏ NOR | فريق النرويج لركوب الدراجات للرجال ‏ NOR |
| --------------------------------------- | --------------------------------------- | --------------------------------------- |
| م                                       | عداء                                    | مرتبة                                   |
| 87                                      | أودد كريستيان إيكينغ                    | لم يكمل السباق                          |
| 88                                      | كارل فريدريك هاغن                       | 73                                      |
| 89                                      | ماركوس هويلجارد                         | 36                                      |
| 90                                      | فيجارد ستيك لاينجن                      | لم يكمل السباق                          |
| 91                                      | Andreas Leknessund ‏                     | 56                                      |
| 92                                      | Torstein Træen ‏                         | 84                                      |

| فريق روسيا لركوب الدراجات ‏ RUS | فريق روسيا لركوب الدراجات ‏ RUS | فريق روسيا لركوب الدراجات ‏ RUS |
| ------------------------------ | ------------------------------ | ------------------------------ |
| م                              | عداء                           | مرتبة                          |
| 93                             | سيرجي تشيرنيتسكي               | 75                             |
| 94                             | فياتشيسلاف كوزنيتسوف           | لم يكمل السباق                 |
| 95                             | كونستانتين نكراسوف‏             | لم يكمل السباق                 |
| 96                             | Petr Rikunov ‏                  | لم يكمل السباق                 |
| 97                             | Ivan Rovny ‏                    | 82                             |
| 98                             | ديمتري ستراخوف                 | 62                             |

| فريق بولندا لركوب الدراجات ‏ POL | فريق بولندا لركوب الدراجات ‏ POL | فريق بولندا لركوب الدراجات ‏ POL |
| ------------------------------- | ------------------------------- | ------------------------------- |
| م                               | عداء                            | مرتبة                           |
| 99                              | Stanisław Aniołkowski ‏          | لم يكمل السباق                  |
| 100                             | ميخال غولاش                     | 83                              |
| 101                             | ميكال كوياتكووسكي               | 4                               |
| 102                             | Kamil Małecki ‏                  | لم يكمل السباق                  |
| 103                             | Łukasz Owsian ‏                  | 70                              |
| 104                             | ماسيج باتيرسكي                  | 72                              |

| فريق نيوزيلندا لركوب الدراجات‏ NZL | فريق نيوزيلندا لركوب الدراجات‏ NZL | فريق نيوزيلندا لركوب الدراجات‏ NZL |
| --------------------------------- | --------------------------------- | --------------------------------- |
| م                                 | عداء                              | مرتبة                             |
| 105                               | جورج بينيت                        | لم يكمل السباق                    |
| 106                               | باتريك بيفن                       | لم يكمل السباق                    |
| 107                               | Finn Fisher-Black ‏                | لم يكمل السباق                    |
| 108                               | ديون سميث                         | لم يكمل السباق                    |

| فريق جمهورية أيرلندا لركوب الدراجات للرجال‏ IRL | فريق جمهورية أيرلندا لركوب الدراجات للرجال‏ IRL | فريق جمهورية أيرلندا لركوب الدراجات للرجال‏ IRL |
| ---------------------------------------------- | ---------------------------------------------- | ---------------------------------------------- |
| م                                              | عداء                                           | مرتبة                                          |
| 109                                            | Ben Healy (cyclist) ‏                           | لم يكمل السباق                                 |
| 110                                            | ريان مولين                                     | لم يكمل السباق                                 |
| 111                                            | نيكولاس روش                                    | 51                                             |

| فريق سويسرا لركوب الدراجات ‏ SUI | فريق سويسرا لركوب الدراجات ‏ SUI | فريق سويسرا لركوب الدراجات ‏ SUI |
| ------------------------------- | ------------------------------- | ------------------------------- |
| م                               | عداء                            | مرتبة                           |
| 112                             | مايكل ألباسيني                  | لم يكمل السباق                  |
| 113                             | سيلفان ديلير                    | لم يكمل السباق                  |
| 114                             | إنريكو جاسباروتو                | 46                              |
| 115                             | مارك هيرشي                      | 3                               |
| 116                             | Simon Pellaud ‏                  | لم يكمل السباق                  |
| 117                             | مايكل شير                       | لم يكمل السباق                  |

| منتخب الإكوادور لركوب الدراجات للرجال‏ ECU | منتخب الإكوادور لركوب الدراجات للرجال‏ ECU | منتخب الإكوادور لركوب الدراجات للرجال‏ ECU |
| ----------------------------------------- | ----------------------------------------- | ----------------------------------------- |
| م                                         | عداء                                      | مرتبة                                     |
| 118                                       | جوناثان كايسيدو                           | 80                                        |
| 119                                       | ريتشارد كاراباز                           | 22                                        |
| 120                                       | جيفرسون سيبيدا                            | لم يكمل السباق                            |

| فريق البرتغال لركوب الدراجات للرجال ‏ POR | فريق البرتغال لركوب الدراجات للرجال ‏ POR | فريق البرتغال لركوب الدراجات للرجال ‏ POR |
| ---------------------------------------- | ---------------------------------------- | ---------------------------------------- |
| م                                        | عداء                                     | مرتبة                                    |
| 121                                      | روي كوستا                                | 26                                       |
| 122                                      | روبن جيريرو                              | لم يكمل السباق                           |
| 123                                      | إيفو أوليفيرا                            | 88                                       |
| 124                                      | نيلسون أوليفيرا                          | 38                                       |

| فريق سلوفاكيا لركوب الدراجات‏ SVK | فريق سلوفاكيا لركوب الدراجات‏ SVK | فريق سلوفاكيا لركوب الدراجات‏ SVK |
| -------------------------------- | -------------------------------- | -------------------------------- |
| م                                | عداء                             | مرتبة                            |
| 125                              | Juraj Bellan ‏                    | لم يكمل السباق                   |
| 126                              | Marek Čanecký ‏                   | لم يكمل السباق                   |
| 127                              | يان أندريه كالي                  | لم يكمل السباق                   |
| 128                              | مارتن هارينغ ‏                    | لم يكمل السباق                   |
| 129                              | Patrik Tybor ‏                    | لم يكمل السباق                   |

| فريق الولايات المتحدة لسباق الدراجات الهوائية للرجال ‏ USA | فريق الولايات المتحدة لسباق الدراجات الهوائية للرجال ‏ USA | فريق الولايات المتحدة لسباق الدراجات الهوائية للرجال ‏ USA |
| --------------------------------------------------------- | --------------------------------------------------------- | --------------------------------------------------------- |
| م                                                         | عداء                                                      | مرتبة                                                     |
| 130                                                       | لوسون كرادوك                                              | لم يكمل السباق                                            |
| 131                                                       | سيب كوس                                                   | 53                                                        |
| 132                                                       | براندون ماكنولتي                                          | لم يكمل السباق                                            |
| 133                                                       | نيلسون بوولس                                              | لم يكمل السباق                                            |

| فريق النمسا لركوب الدراجات للرجال‏ AUT | فريق النمسا لركوب الدراجات للرجال‏ AUT | فريق النمسا لركوب الدراجات للرجال‏ AUT |
| ------------------------------------- | ------------------------------------- | ------------------------------------- |
| م                                     | عداء                                  | مرتبة                                 |
| 134                                   | توبياس باير                           | لم يكمل السباق                        |
| 135                                   | ماركو فريدريش ‏                        | لم يكمل السباق                        |
| 136                                   | فيليكس غال                            | لم يكمل السباق                        |
| 137                                   | Sebastian Schönberger ‏                | 54                                    |
| 138                                   | Markus Wildauer ‏                      | لم يكمل السباق                        |
| 139                                   | ريكاردو زويدل                         | لم يكمل السباق                        |

| فريق التشيك لركوب الدراجات للرجال‏ CZE | فريق التشيك لركوب الدراجات للرجال‏ CZE | فريق التشيك لركوب الدراجات للرجال‏ CZE |
| ------------------------------------- | ------------------------------------- | ------------------------------------- |
| م                                     | عداء                                  | مرتبة                                 |
| 140                                   | جوزيف سيرني                           | لم يكمل السباق                        |
| 141                                   | جان هيرت                              | 59                                    |
| 142                                   | Jakub Otruba ‏                         | 64                                    |
| 143                                   | Adam Ťoupalík ‏                        | 71                                    |

| فريق كازاخستان لركوب الدراجات للرجال ‏ KAZ | فريق كازاخستان لركوب الدراجات للرجال ‏ KAZ | فريق كازاخستان لركوب الدراجات للرجال ‏ KAZ |
| ----------------------------------------- | ----------------------------------------- | ----------------------------------------- |
| م                                         | عداء                                      | مرتبة                                     |
| 144                                       | Zhandos Bizhigitov ‏                       | لم يكمل السباق                            |
| 145                                       | Daniil Fominykh ‏                          | لم يكمل السباق                            |
| 146                                       | ديمتري غروزديف                            | لم يكمل السباق                            |
| 147                                       | أليكسي لوتزينكو                           | لم يبدأ                                   |
| 148                                       | Yuriy Natarov ‏                            | 74                                        |
| 149                                       | Vadim Pronskiy ‏                           | 49                                        |

| فريق جنوب أفريقيا لركوب الدراجات للرجال‏ RSA | فريق جنوب أفريقيا لركوب الدراجات للرجال‏ RSA | فريق جنوب أفريقيا لركوب الدراجات للرجال‏ RSA |
| ------------------------------------------- | ------------------------------------------- | ------------------------------------------- |
| م                                           | عداء                                        | مرتبة                                       |
| 150                                         | نيكولاس دلامينى                             | لم يكمل السباق                              |
| 151                                         | لويس مينتيس                                 | 78                                          |

| فريق إستونيا لركوب الدراجات للرجال‏ EST | فريق إستونيا لركوب الدراجات للرجال‏ EST | فريق إستونيا لركوب الدراجات للرجال‏ EST |
| -------------------------------------- | -------------------------------------- | -------------------------------------- |
| م                                      | عداء                                   | مرتبة                                  |
| 152                                    | تانيل كانجيرت                          | لم يكمل السباق                         |
| 153                                    | Peeter Pruus ‏                          | لم يكمل السباق                         |

| فريق لوكسمبورغ لركوب الدراجات‏ LUX | فريق لوكسمبورغ لركوب الدراجات‏ LUX | فريق لوكسمبورغ لركوب الدراجات‏ LUX |
| --------------------------------- | --------------------------------- | --------------------------------- |
| م                                 | عداء                              | مرتبة                             |
| 154                               | Ben Gastauer ‏                     | لم يكمل السباق                    |

| فريق أوكرانيا لسباق الدراجات على الطريق للرجال‏ UKR | فريق أوكرانيا لسباق الدراجات على الطريق للرجال‏ UKR | فريق أوكرانيا لسباق الدراجات على الطريق للرجال‏ UKR |
| -------------------------------------------------- | -------------------------------------------------- | -------------------------------------------------- |
| م                                                  | عداء                                               | مرتبة                                              |
| 155                                                | Anatolii Budiak ‏                                   | 87                                                 |

| فريق إرتريا لركوب الدراجات ‏ ERI | فريق إرتريا لركوب الدراجات ‏ ERI | فريق إرتريا لركوب الدراجات ‏ ERI |
| ------------------------------- | ------------------------------- | ------------------------------- |
| م                               | عداء                            | مرتبة                           |
| 156                             | ناتنايل بيرهانه                 | لم يبدأ                         |
| 157                             | Amanuel Ghebreigzabhier ‏        | 69                              |
| 158                             | مرحاوي قدس                      | 67                              |

| فريق كندا لركوب الدراجات للرجال‏ CAN | فريق كندا لركوب الدراجات للرجال‏ CAN | فريق كندا لركوب الدراجات للرجال‏ CAN |
| ----------------------------------- | ----------------------------------- | ----------------------------------- |
| م                                   | عداء                                | مرتبة                               |
| 159                                 | ويليام بويفن                        | لم يكمل السباق                      |
| 160                                 | الكسندر كاتافورد                    | لم يكمل السباق                      |
| 161                                 | هوغو هول                            | 61                                  |
| 162                                 | مايكل وودز                          | 12                                  |

| منتخب لاتفيا لركوب الدراجات للرجال‏ LAT | منتخب لاتفيا لركوب الدراجات للرجال‏ LAT | منتخب لاتفيا لركوب الدراجات للرجال‏ LAT |
| -------------------------------------- | -------------------------------------- | -------------------------------------- |
| م                                      | عداء                                   | مرتبة                                  |
| 163                                    | Viesturs Lukševics ‏                    | لم يكمل السباق                         |
| 164                                    | كريستس نيولاندز                        | 58                                     |
| 165                                    | توم سكوجين                             | 29                                     |

| فريق روسيا البيضاء لركوب الدراجات للرجال‏ BLR | فريق روسيا البيضاء لركوب الدراجات للرجال‏ BLR | فريق روسيا البيضاء لركوب الدراجات للرجال‏ BLR |
| -------------------------------------------- | -------------------------------------------- | -------------------------------------------- |
| م                                            | عداء                                         | مرتبة                                        |
| 166                                          | Aleksandr Riabushenko ‏                       | لم يكمل السباق                               |

| فريق المجر لركوب الدراجات للرجال‏ HUN | فريق المجر لركوب الدراجات للرجال‏ HUN | فريق المجر لركوب الدراجات للرجال‏ HUN |
| ------------------------------------ | ------------------------------------ | ------------------------------------ |
| م                                    | عداء                                 | مرتبة                                |
| 167                                  | أتيلا فالتر                          | 76                                   |

| فريق ليتوانيا لركوب الدراجات للرجال‏ LTU | فريق ليتوانيا لركوب الدراجات للرجال‏ LTU | فريق ليتوانيا لركوب الدراجات للرجال‏ LTU |
| --------------------------------------- | --------------------------------------- | --------------------------------------- |
| م                                       | عداء                                    | مرتبة                                   |
| 168                                     | افالداس سيسكفهيوس                       | لم يكمل السباق                          |

| منتخب أذربيجان الوطني لسباق الدراجات على الطريق للرجال‏ AZE | منتخب أذربيجان الوطني لسباق الدراجات على الطريق للرجال‏ AZE | منتخب أذربيجان الوطني لسباق الدراجات على الطريق للرجال‏ AZE |
| ---------------------------------------------------------- | ---------------------------------------------------------- | ---------------------------------------------------------- |
| م                                                          | عداء                                                       | مرتبة                                                      |
| 169                                                        | Elchin Asadov ‏                                             | لم يكمل السباق                                             |

| فريق السويد لركوب الدراجات للرجال‏ SWE | فريق السويد لركوب الدراجات للرجال‏ SWE | فريق السويد لركوب الدراجات للرجال‏ SWE |
| ------------------------------------- | ------------------------------------- | ------------------------------------- |
| م                                     | عداء                                  | مرتبة                                 |
| 170                                   | لوكاس أريكسون                         | 85                                    |

| فريق اليونان لركوب الدراجات للرجال‏ GRE | فريق اليونان لركوب الدراجات للرجال‏ GRE | فريق اليونان لركوب الدراجات للرجال‏ GRE |
| -------------------------------------- | -------------------------------------- | -------------------------------------- |
| م                                      | عداء                                   | مرتبة                                  |
| 171                                    | Polychronis Tzortzakis ‏                | لم يكمل السباق                         |

| فريق اليابان لركوب الدراجات للرجال‏ JPN | فريق اليابان لركوب الدراجات للرجال‏ JPN | فريق اليابان لركوب الدراجات للرجال‏ JPN |
| -------------------------------------- | -------------------------------------- | -------------------------------------- |
| م                                      | عداء                                   | مرتبة                                  |
| 172                                    | يوكيا أراشيرو                          | لم يكمل السباق                         |

| فريق رومانيا لركوب الدراجات للرجال‏ ROU | فريق رومانيا لركوب الدراجات للرجال‏ ROU | فريق رومانيا لركوب الدراجات للرجال‏ ROU |
| -------------------------------------- | -------------------------------------- | -------------------------------------- |
| م                                      | عداء                                   | مرتبة                                  |
| 173                                    | إدوارد مايكل جروسو                     | لم يكمل السباق                         |

| فريق كوستاريكا لركوب الدراجات للرجال‏ CRC | فريق كوستاريكا لركوب الدراجات للرجال‏ CRC | فريق كوستاريكا لركوب الدراجات للرجال‏ CRC |
| ---------------------------------------- | ---------------------------------------- | ---------------------------------------- |
| م                                        | عداء                                     | مرتبة                                    |
| 174                                      | كيفن ريفيرا                              | لم يكمل السباق                           |

| فريق المكسيك لركوب الدراجات للرجال‏ MEX | فريق المكسيك لركوب الدراجات للرجال‏ MEX | فريق المكسيك لركوب الدراجات للرجال‏ MEX |
| -------------------------------------- | -------------------------------------- | -------------------------------------- |
| م                                      | عداء                                   | مرتبة                                  |
| 175                                    | أوليسس ألفريدو كاستيلو                 | لم يكمل السباق                         |

| فريق رواندا لركوب الدراجات للرجال‏ RWA | فريق رواندا لركوب الدراجات للرجال‏ RWA | فريق رواندا لركوب الدراجات للرجال‏ RWA |
| ------------------------------------- | ------------------------------------- | ------------------------------------- |
| م                                     | عداء                                  | مرتبة                                 |
| 176                                   | Samuel Mugisha ‏                       | لم يكمل السباق                        |

| فريق المغرب لركوب الدراجات ‏ MAR | فريق المغرب لركوب الدراجات ‏ MAR | فريق المغرب لركوب الدراجات ‏ MAR |
| ------------------------------- | ------------------------------- | ------------------------------- |
| م                               | عداء                            | مرتبة                           |
| 177                             | Abderrahim Zahiri ‏              | لم يكمل السباق                  |

## التصنيف العام النهائي
| \| التصنيف العام \| التصنيف العام \| التصنيف العام \| التصنيف العام \| التصنيف العام \| \| العداء \| العداء \| الفريق \| الوقت \| \| \| ------------- \| ------------------ \| ---------------------------------------------------- \| ------------- \| ------------- \| \| 1 \| جوليان ألافيليب \| فريق فرنسا لركوب الدراجات للرجال 2020 [لغات أخرى]‏ \| 6 س 38 د 34 ث \| \| \| 2 \| فاوت فان آرت \| فريق بلجيكا لركوب الدراجات للرجال 2020 [لغات أخرى]‏ \| + 24 ث \| \| \| 3 \| مارك هيرشي \| فريق سويسرا لركوب الدراجات 2020 [لغات أخرى]‏ \| + 24 ث \| \| \| 4 \| ميكال كوياتكووسكي \| فريق بولندا لركوب الدراجات 2020 [لغات أخرى]‏ \| + 24 ث \| \| \| 5 \| جاكوب فوجلسانج \| فريق الدنمارك لركوب الدراجات للرجال 2020 [لغات أخرى]‏ \| + 24 ث \| \| \| 6 \| بريمو روغيليتش \| فريق سلوفينيا لركوب الدراجات للرجال 2020‏ \| + 24 ث \| \| \| 7 \| مايكل ماثيوز \| فريق أستراليا لركوب الدراجات للرجال 2020‏ \| + 53 ث \| \| \| 8 \| أليخاندرو بالبيردي \| فريق إسبانيا لركوب الدراجات للرجال 2020 [لغات أخرى]‏ \| + 53 ث \| \| \| 9 \| ماكسيميليان شاخمان \| فريق ألمانيا لركوب الدراجات للرجال 2020‏ \| + 53 ث \| \| \| 10 \| داميانو كاروسو \| فريق إيطاليا لركوب الدراجات للرجال 2020 [الإنجليزية]‏ \| + 53 ث \| \| \| 11 \| مايكل فالغرين \| فريق الدنمارك لركوب الدراجات للرجال 2020 [لغات أخرى]‏ \| + 53 ث \| \| \| 12 \| مايكل وودز \| فريق كندا لركوب الدراجات للرجال 2020‏ \| + 53 ث \| \| \| 13 \| ويليام مارتن \| فريق فرنسا لركوب الدراجات للرجال 2020 [لغات أخرى]‏ \| + 53 ث \| \| \| 14 \| توم دومولين \| فريق هولندا لركوب الدراجات للرجال 2020 [لغات أخرى]‏ \| + 53 ث \| \| \| 15 \| فينتشينزو نيبالي \| فريق إيطاليا لركوب الدراجات للرجال 2020 [الإنجليزية]‏ \| + 57 ث \| \| \| 16 \| مايكل اندا \| فريق إسبانيا لركوب الدراجات للرجال 2020 [لغات أخرى]‏ \| + 57 ث \| \| \| 17 \| سيمون جيشكي \| فريق ألمانيا لركوب الدراجات للرجال 2020‏ \| + 1 د 34 ث \| \| \| 18 \| ألبرتو بيتول \| فريق إيطاليا لركوب الدراجات للرجال 2020 [الإنجليزية]‏ \| + 1 د 34 ث \| \| \| 19 \| رودي مولار \| فريق فرنسا لركوب الدراجات للرجال 2020 [لغات أخرى]‏ \| + 1 د 34 ث \| \| \| 20 \| بيلو بلباو \| فريق إسبانيا لركوب الدراجات للرجال 2020 [لغات أخرى]‏ \| + 1 د 34 ث \| \| |                    |                                           |               |  |
| |                    |                                           |               |  |
| مصدر: ProCyclingStats |                    |                                           |               |  |
| التصنيف العام |                    |                                           |               |  |
| العداء | العداء             | الفريق                                    | الوقت         |  |
| 1 | جوليان ألافيليب    | فريق فرنسا لركوب الدراجات للرجال 2020 ‏    | 6 س 38 د 34 ث |  |
| 2 | فاوت فان آرت       | فريق بلجيكا لركوب الدراجات للرجال 2020 ‏   | + 24 ث        |  |
| 3 | مارك هيرشي         | فريق سويسرا لركوب الدراجات 2020 ‏          | + 24 ث        |  |
| 4 | ميكال كوياتكووسكي  | فريق بولندا لركوب الدراجات 2020 ‏          | + 24 ث        |  |
| 5 | جاكوب فوجلسانج     | فريق الدنمارك لركوب الدراجات للرجال 2020 ‏ | + 24 ث        |  |
| 6 | بريمو روغيليتش     | فريق سلوفينيا لركوب الدراجات للرجال 2020‏  | + 24 ث        |  |
| 7 | مايكل ماثيوز       | فريق أستراليا لركوب الدراجات للرجال 2020‏  | + 53 ث        |  |
| 8 | أليخاندرو بالبيردي | فريق إسبانيا لركوب الدراجات للرجال 2020 ‏  | + 53 ث        |  |
| 9 | ماكسيميليان شاخمان | فريق ألمانيا لركوب الدراجات للرجال 2020‏   | + 53 ث        |  |
| 10 | داميانو كاروسو     | فريق إيطاليا لركوب الدراجات للرجال 2020 ‏  | + 53 ث        |  |
| 11 | مايكل فالغرين      | فريق الدنمارك لركوب الدراجات للرجال 2020 ‏ | + 53 ث        |  |
| 12 | مايكل وودز         | فريق كندا لركوب الدراجات للرجال 2020‏      | + 53 ث        |  |
| 13 | ويليام مارتن       | فريق فرنسا لركوب الدراجات للرجال 2020 ‏    | + 53 ث        |  |
| 14 | توم دومولين        | فريق هولندا لركوب الدراجات للرجال 2020 ‏   | + 53 ث        |  |
| 15 | فينتشينزو نيبالي   | فريق إيطاليا لركوب الدراجات للرجال 2020 ‏  | + 57 ث        |  |
| 16 | مايكل اندا         | فريق إسبانيا لركوب الدراجات للرجال 2020 ‏  | + 57 ث        |  |
| 17 | سيمون جيشكي        | فريق ألمانيا لركوب الدراجات للرجال 2020‏   | + 1 د 34 ث    |  |
| 18 | ألبرتو بيتول       | فريق إيطاليا لركوب الدراجات للرجال 2020 ‏  | + 1 د 34 ث    |  |
| 19 | رودي مولار         | فريق فرنسا لركوب الدراجات للرجال 2020 ‏    | + 1 د 34 ث    |  |
| 20 | بيلو بلباو         | فريق إسبانيا لركوب الدراجات للرجال 2020 ‏  | + 1 د 34 ث    |  |

## وصلات خارجية
- لمحة عن سباق سباق الطريق في بطولة العالم لسباق الدراجات على الطريق 2020 على موقع  ProCyclingStats   (برو  سايكلنج  ستاتس) - إحصاءات  محترفي  الدراجات.
- سباق الطريق في بطولة العالم لسباق الدراجات على الطريق 2020 على موقع إحصائيات الدراجات الإحترافية (الإنجليزية)